# Ga Bangogae
Ga Bangogae là ga của Tàu điện ngầm Daegu tuyến 2 ở Naedang-dong, quận Seo, và Duryu-dong, Dalseo-gu, Daegu, Hàn Quốc.

## Liên kết
- (tiếng Hàn) Trạm thông tin mạng Lưu trữ ngày 3 tháng 3 năm 2014 tại archive.today từ Tổng công ty đường sắt cao tốc đô thị Daegu